# Cephus infuscatus
Cephus infuscatus är en stekelart som beskrevs av Thomson 1871. Cephus infuscatus ingår i släktet Cephus, och familjen halmsteklar. Arten har ej påträffats i Sverige.